# 東京巨蛋飯店
東京巨蛋飯店（日语：／、Tokyo Dome Hotel）或稱東京圓頂飯店，是東京都文京區後樂的飯店。由東京巨蛋飯店株式會社營運。

## 概要
本飯店是東京巨蛋所有地的舊後樂園球場再開發計畫，1997年（平成9年）動工。
2000年（平成12年）6月1日開幕，完成娛樂度假村「東京巨蛋城」的構想。
建築高155公尺，地上43層，客房共1006間。設計師為丹下健三。
客房位於9樓至41樓，分為可見皇居的南側與面對東京巨蛋的北側。飯店內有10間餐廳與酒吧、18個宴會場、室外花園游泳池、沙龍、商務中心等設施。
本飯店與東京巨蛋、LaQua同為東京巨蛋城的核心設施，是後樂園、水道橋周邊最大的容納空間。

## 設備
客房
- 39樓 - 41樓　貴賓層 50間

（40樓　貴賓休閒廳）
- 26樓 - 38樓　音樂設計主題
- 23樓 - 25樓　運動、娛樂、音樂為主題
- 9樓 - 22樓　運動設計主題

宴會設施
- 宴會場
- 庭園露台
- 教堂

餐飲設施
- 「時時樂」 家庭餐廳（日语：ファミリーレストラン）
- 「牛兵衛　草庵」　韓國料理
- 「Rilassa」（リラッサ）　西餐、中餐
- 「後樂園飯店」　中餐
- 「態魚庵丹熊北店」（態魚庵たん熊北店）　日本料理
- 「Deux Mil」（ドゥミル）　法國料理
- 「Bar2000（twenty o o）」 酒吧
- 「The Artist Cafe」（アーティストカフェ）（42樓，晚上有音樂表演。）
- 「Barco」（バルコ）義大利料理　（MEETS PORT內）
- 「春風萬里」 日本料理　（LaQua（日语：ラクーア）內）

等
其他設施
- 「Seven銀行（日语：セブン銀行）」(ATM)　1樓公共電話旁　24小時
- 「自動外幣兌換機」　1樓大廳旁（美元、澳幣、新台幣、歐元、人民幣、韓元、英鎊）　※僅提供外幣換日圓

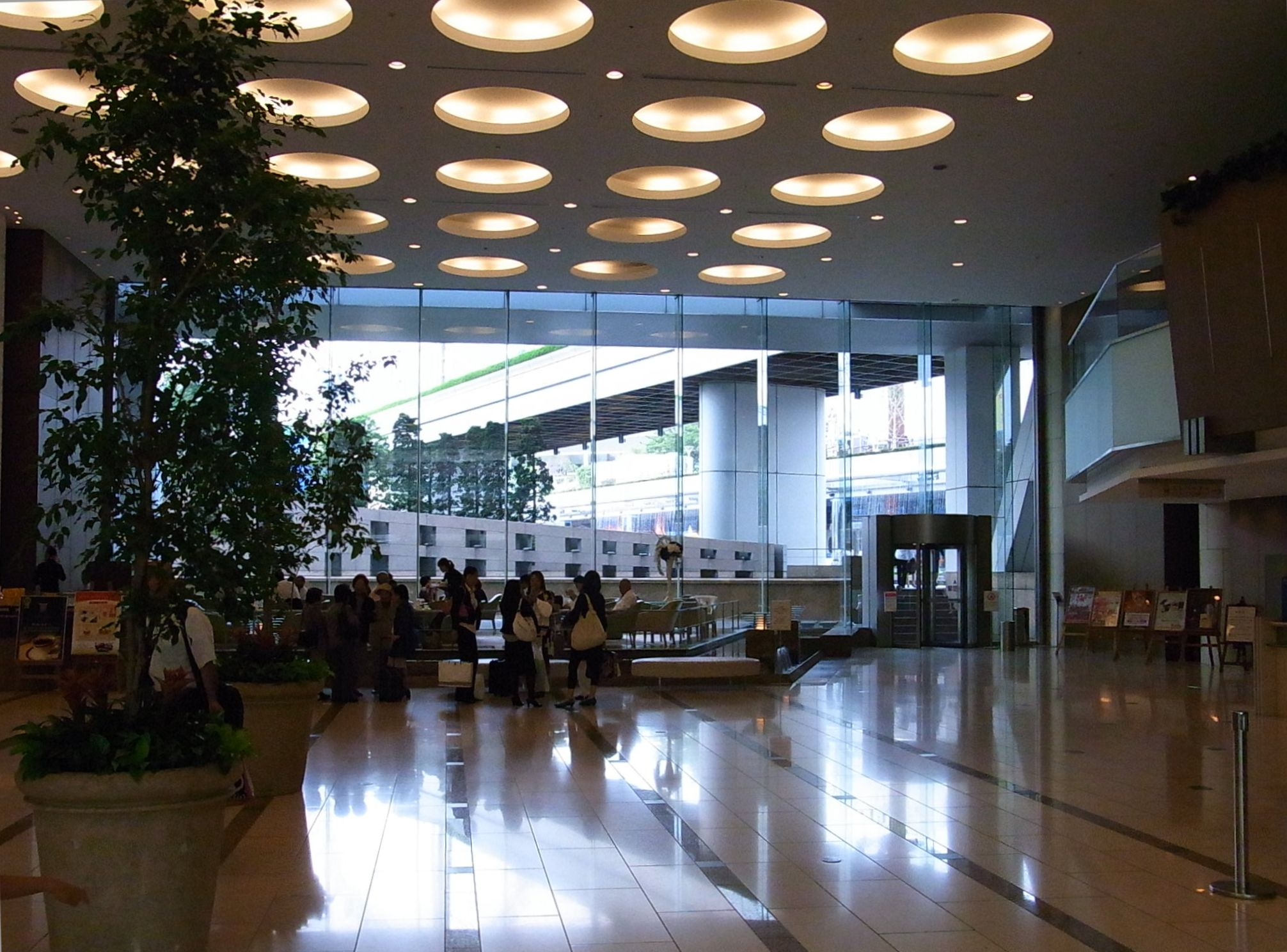
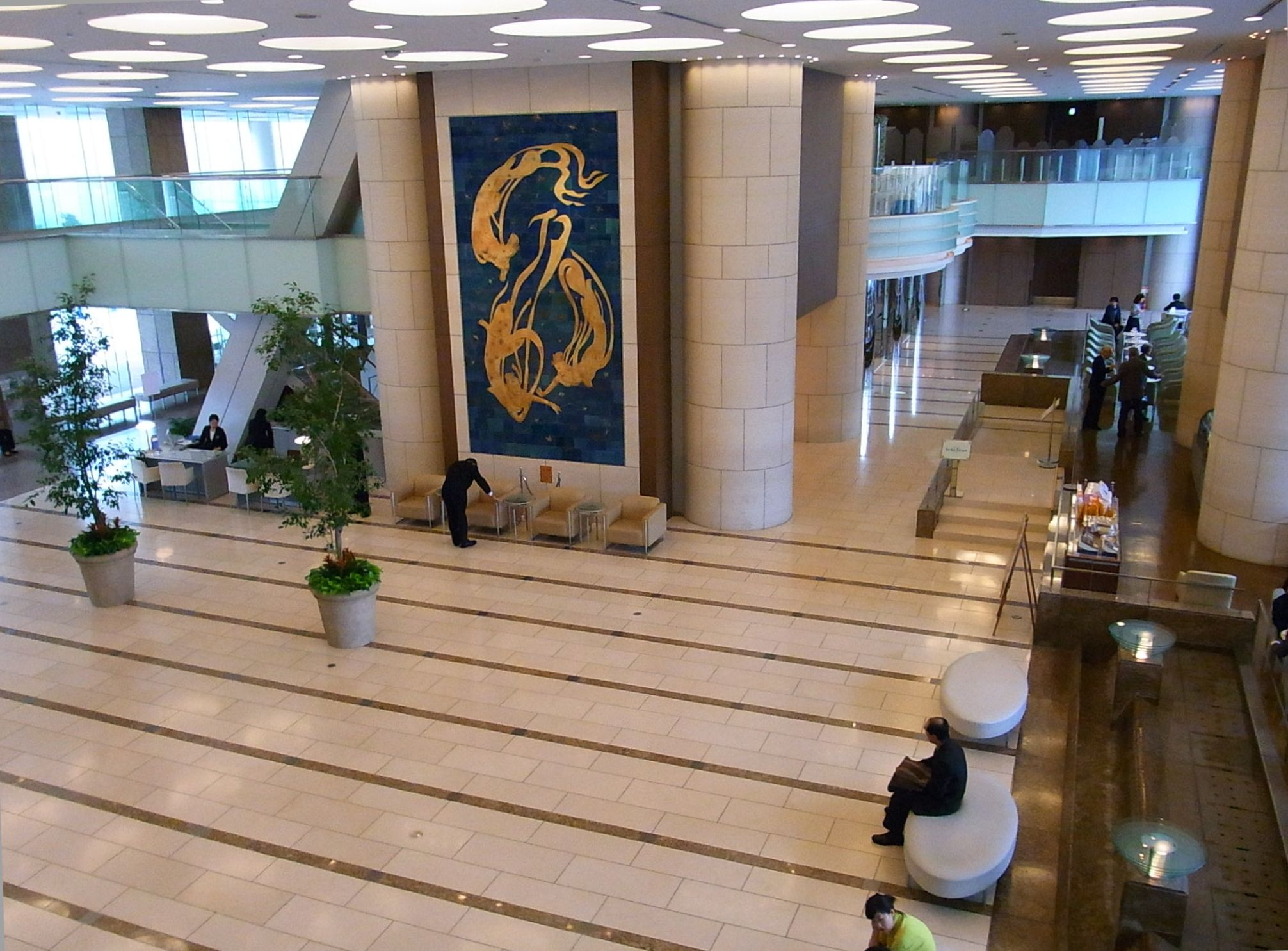
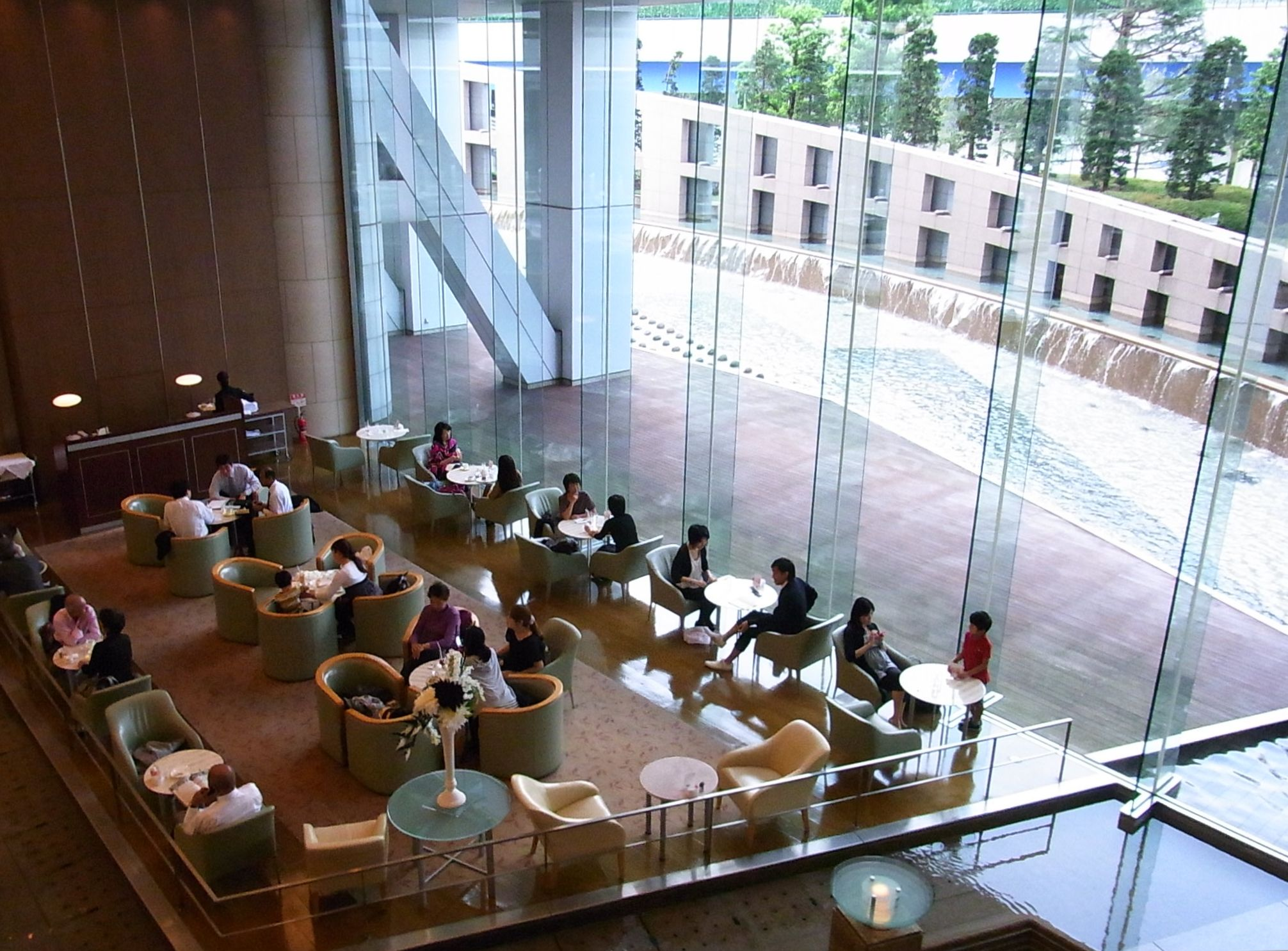
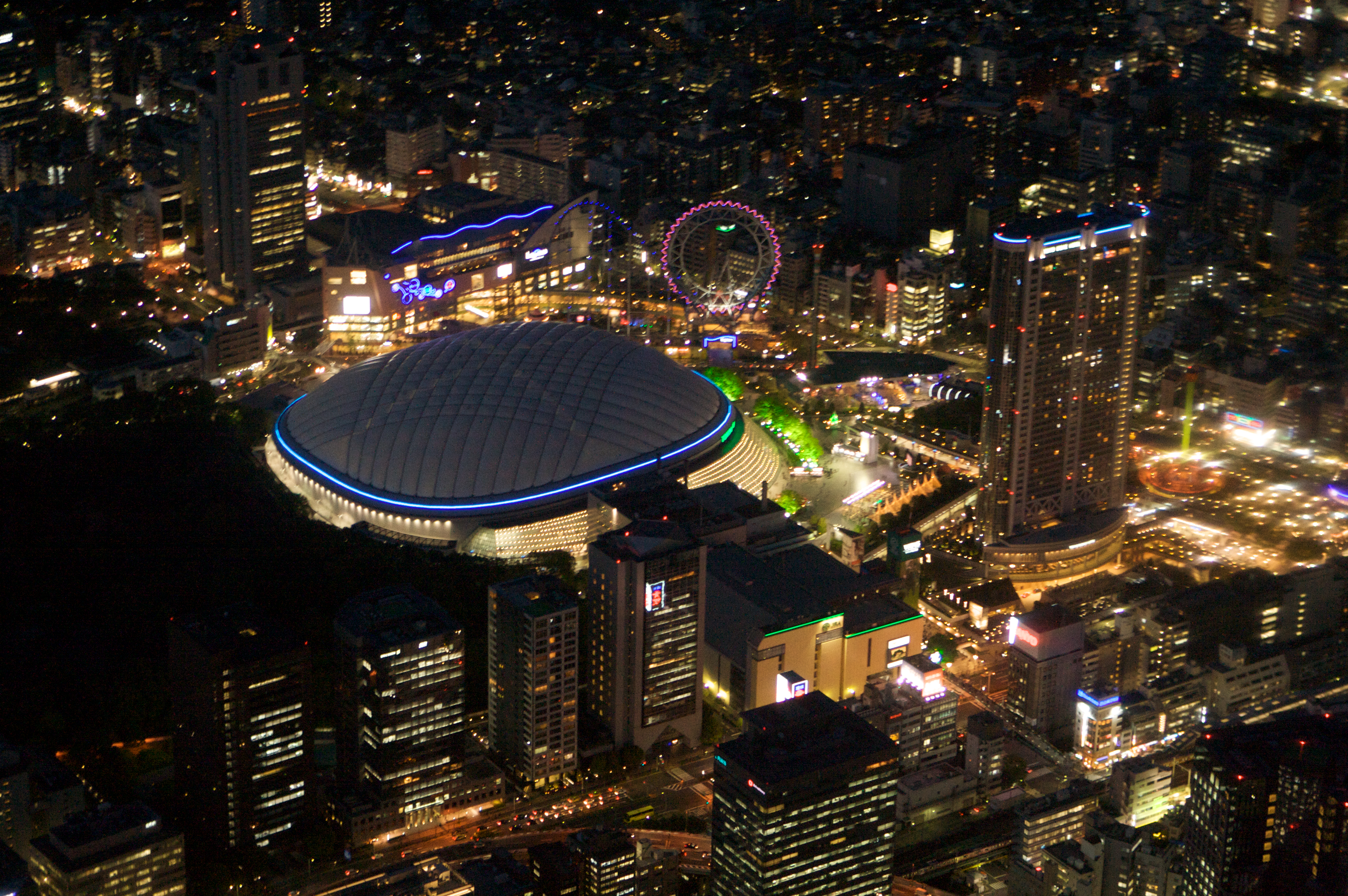

## 交通方式
- 鐵路
  - JR中央・總武緩行線水道橋站步行2分
  - 都營地下鐵三田線水道橋站步行1分
  - 東京地下鐵丸之內線、南北線後樂園站步行5分
- 巴士
  - 池袋站東口搭乘都營巴士（都02乙系統）
  - 文京區社區巴士「Bーぐる」
  - 成田機場、羽田機場搭乘東京空港交通的利木津巴士
  - 群馬縣前橋市、高崎市搭乘日本中央巴士（日语：日本中央バス）的高速巴士
  - 岩手縣久慈市、盛岡市搭乘富士快線（日语：フジエクスプレス）、岩手縣北自動車（日语：岩手県北自動車）的夜行高速巴士「岩手絆號」（岩手きずな号）
  - 富士急高原樂園、富士山站、河口湖站搭乘富士急山梨巴士（日语：富士急山梨バス）、富士急行觀光的高速巴士

## 備註
1. 1 2  “東京ドームホテルがオープン”. 日本食糧新聞(日本食糧新聞社). (2000年7月3日)

## 外部連結
- 東京巨蛋飯店 （页面存档备份，存于）
- 株式會社東京巨蛋 （页面存档备份，存于）